# Tricharaea obsoleta
Tricharaea obsoleta är en tvåvingeart som först beskrevs av Christian Rudolph Wilhelm Wiedemann 1830.  Tricharaea obsoleta ingår i släktet Tricharaea och familjen köttflugor. Inga underarter finns listade i Catalogue of Life.